# George James Webb
George James Webb, född 24 juni 1803 i Wiltshire, nära Salisbury i England, död 7 oktober 1887 i Orange, New Jersey, engelsk-amerikansk kompositör.
Redan som sjuåring hade hans mor undervisat honom i sång och musik. James Webb blev kyrkoorganist i Falmount och vid 27 års ålder bosatte han sig i Boston där han tillsammans med Lowell Mason skapade och ledde Bostons musikakademi.

## Tonsatta psalmer
- Re'n bådar morgonstjärnan
- Ta vara på din ungdom som också används till:
  - Stå upp, stå upp för Jesus